# Kai (album)
Pour les articles homonymes, voir Kai.
 (novembre 2023).
Si vous disposez d'ouvrages ou d'articles de référence ou si vous connaissez des sites web de qualité traitant du thème abordé ici, merci de compléter l'article en donnant les références utiles à sa vérifiabilité et en les liant à la section « Notes et références ».
Albums de Dir En Grey
Macabre
(2000) Kisou
(2002)
Kai (カイ) (aussi connu comme 改-KAI- REMIX01) est un album de remix du groupe de rock japonais Dir En Grey sorti le 22 août 2001. Les chansons remixées proviennent des deux premiers albums studio de Dir En Grey, Gauze et Macabre, ainsi que le single Ain't Afraid to Die. Certains des titres sont remixés par les membres de Dir En Grey eux-mêmes.

## Liste des titres
| No  | Titre | Remixer(s)                        | Durée |
| --- | --- | --------------------------------- | ----- |
| 1.  | Hydra (Buzzout Mix) | Munenori Takada, Ayumi Yasui      | 6:08  |
| 2.  | Rasetsukoku (Za Downtown Funkmaster Remix) (羅刹国 Za downtown funkmaster remix)                                           | BANANAICE                         | 6:23  |
| 3.  | Taiyou no ao -Mix®- (太陽の碧 -Mix®-)                                                                                      | Toshiya                           | 4:21  |
| 4.  | 304 goushitsu, hakushi no sakura (Sub Dub Mix) (304号室、白死の桜 Sub Dub mix)                                             | DJ Chan-K                         | 6:54  |
| 5.  | Ain't Afraid to Die ~With Frosted Ambience~                                                                                | Die                               | 5:47  |
| 6.  | egnirys cimredopyh +) An Injection (PCM Re-Constructed Attack)                                                             | Phab Com Masters                  | 6:37  |
| 7.  | Macabre -Sanagi no yume wa ageha no hane- (Tears of Scorpion Mix) (MACABRE —揚羽ノ羽三ノ夢ハ二蛹一— Tears of Scorpion Mix) | Munenori Takada, Shuichi Ikebuchi | 6:25  |
| 8.  | Myaku [8½ Convert] (脈 8½ convert)                                                                                         | Kaoru                             | 4:24  |
| 9.  | Wake (Susumu Yokota Remix) (理由 Susumu Yokota Remix)                                                                      | Susumu Yokota                     | 3:35  |
| 10. | Ain't Afraid to Die (Irrésistible Mix)                                                                                     | Shinya                            | 6:14  |
| 11. | raison detre (Nanago Mix)                                                                                                  | DJ Chan-K                         | 5:46  |
| 12. | 【KR】cube -K.K. Vomit Mix-                                                                                                | Kyo                               | 2:30  |
| 13. | Hotarubi (The Name of the Rose Mix) (蛍火 THE NAME OF THE ROSE MIX)                                                        | Issay                             | 6:11  |